# Nicolas Grimal
Nicolas Grimal, nacido el 13 de noviembre de 1948 en Libourne (Gironda), es un egiptólogo francés.

## Biografía
Nicolas Grimal se diplomó en Letras clásicas en 1971, doctorándose en 1984. Desde 1988 es profesor de Egiptología en La Sorbona (París IV). De 1989 a 1999 fue director del Instituto Francés de Arqueología Oriental de El Cairo (Institut français d'archéologie orientale). Desde 1990 es director científico del Centro Franco-Egipcio de Estudios de Karnak (CFEETK). Es Presidente de Egiptología en el Collège de France desde 2000.

## Publicaciones
- Études sur la propagande royale égyptienne, 1, La stèle triomphale de Pi-ânkh-y au musée du Caire, JE 48862 et 47086-47089, n°105, MIFAO, Le Caire, 1981
- Études sur la propagande royale égyptienne, 2, quatre stèles napatéennes au musée du Caire, JE 48863-48866, n°106, MIFAO, Le Caire, 1981
- Prospection et sauvegarde des Antiquités de l'Égypte, Actes de la table ronde organisée à l'occasion du centenaire de l'IFAO, *BdE, IFAO, Le Caire, 1981
- Les termes de la propagande royale égyptienne de la XIXe dynastie à la conquête d'Alexandre, n°6, Mémoires de l'académie des inscriptions et belles-lettres, Nouv. série, Imprimerie nationale, Paris, 1986
- Histoire de l'Égypte ancienne. Historia del antiguo Egipto, AKAL, 1997, ISBN 9788446034674[2]
- Les problèmes institutionnels de l'eau en Égypte ancienne et dans l'Antiquité méditerranéenne, Le Caire, IFAO, 1994
- Le sage, l'eau et le roi, pp. 195-203, Les problèmes institutionnels de l'eau en Égypte ancienne et dans l'Antiquité méditerranéenne, IFAO, Le Caire, 1994
- Con Bernadette Menu, Le commerce en Égypte ancienne, Le Caire, IFAO, coll. « BdE n°121 », 1998
- Les critères de datation stylistiques à l'Ancien Empire, Le Caire, IFAO, coll. «BdE», 1998
- Leçon inaugurale, faite le mardi 10 mars 2000, Collège de France, Chaire de civilisation pharaonique, archéologie, philologie, histoire, Collège de France, Paris, 2000
- Leçon inaugurale, faite le mardi 24 octobre 2000, Collège de France, Paris, 2000.